# Walkerburn
Walkerburn är en ort i Storbritannien.   Den ligger i kommunen Scottish Borders och riksdelen Skottland, i den centrala delen av landet, 500 km norr om huvudstaden London. Walkerburn ligger 146 meter över havet och antalet invånare är 638.
Terrängen runt Walkerburn är huvudsakligen lite kuperad. Walkerburn ligger nere i en dal. Runt Walkerburn är det glesbefolkat, med 9 invånare per kvadratkilometer. Närmaste större samhälle är Galashiels, 13,1 km öster om Walkerburn. I omgivningarna runt Walkerburn växer i huvudsak blandskog.